# 罗尔夫·埃纳尔·彼得森
罗尔夫·埃纳尔·彼得森（挪威語：Rolf Einar Pedersen，1969年11月4日—），挪威男子越野滑雪、雪橇竞速、冰球运动员。他曾代表挪威参加1988年、1992年、2002年、2006年、2010年、2014年和2018年冬季残疾人奥林匹克运动会，获得一枚金牌、三枚银牌和三枚铜牌。